# Continental Basketball Association 2000-2001
La stagione CBA 2000-01 fu la 55ª della Continental Basketball Association. Parteciparono 10 squadre divise in due gironi, le stesse della stagione precedente.
Rispetto alla stagione precedente si aggiunsero i Gary Steelheads.
Venne re-introdotto il sistema di attribuzione di punti legato alle vittorie dei singoli quarti di gioco.
La lega fallì il 9 febbraio 2001, non terminando il campionato. I Connecticut Pride, i Gary Steelheads, i Grand Rapids Hoops, i Rockford Lightning e i Sioux Falls Skyforce finirono la stagione nella IBL.

## Squadre partecipanti
- Connecticut Pride
- Fort Wayne Fury
- Gary Steelheads
- Gr. Rapids Hoops
- Idaho Stampede
- La Crosse Bobcats
- Quad City Thunder
- Rockford Lightning
- S. Falls Skyforce
- Yakima Sun Kings

## Classifiche

### American Conference
| Squadra            | V  | P  | QW   | PTS   |
| ------------------ | -- | -- | ---- | ----- |
| Connecticut Pride  | 16 | 9  | 55,0 | 103,0 |
| Grand Rapids Hoops | 15 | 10 | 55,0 | 100,0 |
| Rockford Lightning | 12 | 13 | 49,0 | 85,0  |
| Fort Wayne Fury    | 11 | 9  | 41,0 | 74,0  |
| Gary Steelheads    | 9  | 15 | 37,5 | 64,5  |

### National Conference
| Squadra              | V  | P  | QW   | PTS   |
| -------------------- | -- | -- | ---- | ----- |
| Idaho Stampede       | 17 | 7  | 49,0 | 100,0 |
| Yakima Sun Kings     | 12 | 12 | 55,5 | 91,5  |
| La Crosse Bobcats    | 9  | 14 | 41,5 | 68,5  |
| Sioux Falls Skyforce | 8  | 15 | 42,5 | 66,5  |
| Quad City Thunder    | 8  | 13 | 42,0 | 66,0  |

## Statistiche
| Categoria             | Giocatore        | Squadra            | Stat |
| --------------------- | ---------------- | ------------------ | ---- |
| Punti per gara        | Jamel Thomas     | Quad City Thunder  | 23,4 |
| Rimbalzi per gara     | Kirk King        | Connecticut Pride  | 10,4 |
| Assist per gara       | David Vanterpool | Yakima Sun Kings   | 8,4  |
| Palle rubate per gara | Chris Garner     | Quad City Thunder  | 4,4  |
| Stoppate per gara     | Korleone Young   | Rockford Lightning | 2,4  |
| FG%                   | Chianti Roberts  | Idaho Stampede     | 70,5 |
| FT%                   | Ed Gray          | Gary Steelheads    | 88,0 |
| 3FG%                  | Ed Cota          | Gary Steelheads    | 48,5 |